# Coelogyne marthae
Coelogyne marthae är en orkidéart som beskrevs av S.E.C.Sierra. Coelogyne marthae ingår i släktet Coelogyne, och familjen orkidéer. Inga underarter finns listade i Catalogue of Life.